# Шервал
Шервал (фр. Cherval) је насељено место у Француској у региону Аквитанија, у департману Дордоња.
По подацима из 2011. године у општини је живело 287 становника, а густина насељености је износила 15,34 становника/km².

## Демографија
| 1962. | 1968. | 1975. | 1982. | 1990. | 2011. |
| ----- | ----- | ----- | ----- | ----- | ----- |
| 406   | 362   | 342   | 295   | 310   | 287   |